# O Mirante
O Mirante é um semanário regional publicado em Portugal.

## O Miranteem Portugal

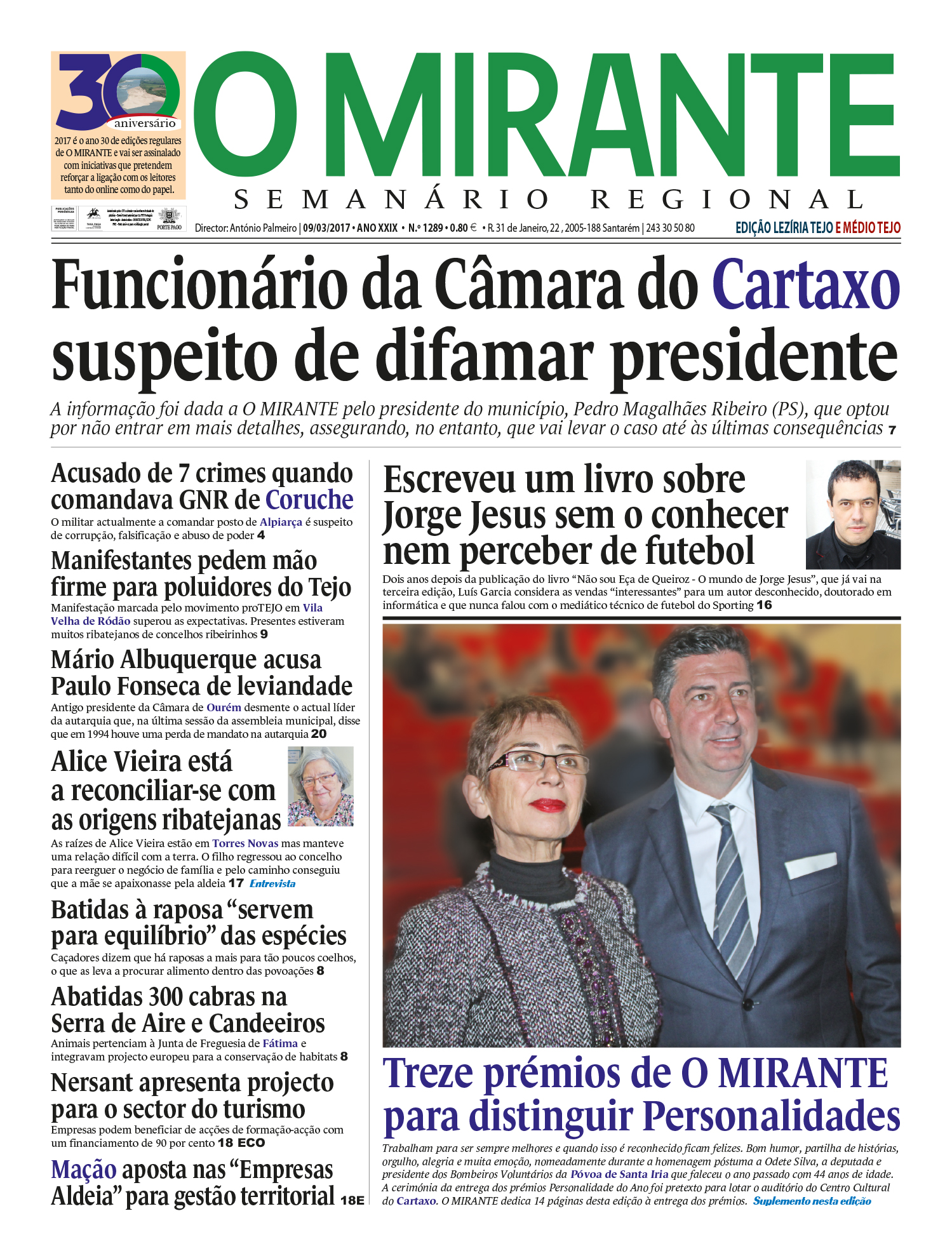

### História
O Mirante foi fundado por Joaquim António Emídio a 16 de novembro de 1987, na Chamusca, com publicação mensal e tiragem de dois mil exemplares.
 
Quatro anos depois, o jornal passa a quinzenário contendo 24 páginas, e só nesse ano ocorreu a profissionalização des seus contribuidores como jornalistas.
Em setembro de 1995, o jornal muda-se para Santarém e passa a semanário. Entretanto, a abrangência regional das notícias, já se alargara aos concelhos de Golegã, Entroncamento, Torres Novas, Alpiarça, Almeirim, Salvaterra de Magos, Benavente, Coruche, Azambuja e Vila Franca de Xira.
A versão on-line surgiu em novembro de 2002 e, no ano seguinte, funde-se com o Jornal do Vale do Tejo e dá origem às edições O Mirante Vale do Tejo, O Mirante Médio do Tejo e O Mirante Lezíria do Tejo, chegando à tiragem de 35 mil exemplares.
Em abril de 2016, O Mirante abre parceria com o jornal Expresso, a revista Visão e emissora de televisão SIC pertencentes ao grupo Impresa.

### Análise atual
Presentemente, (Década de 2010) , O Mirante, junto com o Reconquista e o Região de Leiria são considerados os três principais jornais regionais de Portugal. Destes, O Mirante é o de maior tiragem em papel (vinte mil exemplares). 

A sua área de abrangência consiste em todo o distrito de Santarém mais os concelhos de Azambuja e Vila Franca de Xira do distrito do distrito de Lisboa.
Em 2011 cerca de 35 funcionários trabalhando em exclusividade.